# Гаетано Доницети (параход)
„Гаетано Доницети“ е италианска търговски кораб, пленен от Нацистка Германия, който след британско попадение потъва край о-в Родос в Егейско море на 23 септември 1943 г. Загиват близо 1800 души на борда – 1576 италиански военнопленници и 220 германски пазачи и екипаж.

## Предистория
На 8 септември 1943 г. е подписано Примирието между Италия и съюзническите въоръжени сили. Германците очакват италианската капитулация и стартират операция „Ос“, за да обезоръжат италианската армия и да поемат контрола върху окупираните от тях територии. Островната група Додеканези е под италианска окупация от итало-турската война през 1912 г. Германските сили под командването на генерал-лейтенант Улрих Клеман се насочват към централния остров Родос и атакуват 40-хилядния италиански гарнизон на 9 септември, като го принуждават да се предаде два дни по-късно. По този начин изпреварват британците, които се надяват да завладеят островите и да ги използват като бази срещу контролираните от Германия Балкани.
Германците се опитват да удържат британците, което налага освобождаване на всички налични военни ресурси, включително ангажираните с охраната на многобройните италиански военнопленници. Нацистите считат италианците, които са избрали да не се бият срещу тях (доминираща част от италианските сили в района), не като военнопленници, а като предатели, които трябва да бъдат изпратени в Германия за принудителен труд.

## Трагедията
Корабът „Гаетано Доницети“, съд с 3428 регистър-тона, е конфискуван от германците и използван за транспортиране на оръжие в Родос. Корабът акостира на острова на 19 септември 1943 г. След това германците прибират около 1600 затворници в товарния отсек, предвиден за транспортиране на 700 души.
„Гаетано Доницети“ отплава на 22 септември. Плава по източното крайбрежие на Родос и се насочва на югозапад, минавайки покрай Линдос. Корабът е ескортиран от германски торпеден катер под ръководството на оберлейтенант Йовст Хандорф.
Около 01:10 ч. на 23 септември конвоят е засечен от разрушителя от Кралския военноморски флот „Еклипс“, който веднага открива огън. Транспортният кораб е улучен и потъва за секунди, като отнася със себе си целия германски екипаж и всички италиански затворници. Ескоритащия германски торпеден катер е сериозен повреден и по-късно е изтеглен обратно към Родос, където е унищожен от самите немци след няколко дни. „Еклипс“ отплава, без да осъзнава мащаба на трагедията, която е причинил.
Почти всички източници се единодушни, че „Гаетано Доницети“ потъва с всички хора на борда си, въпреки че италиански доклад твърди, че поне 32 оцелели са спасени от британски миноносец. Нито един официален британски записи обаче не потвърждава тази история.